# Den k... släkten
Den k... släkten, även kallad Den k... familjen, är en svensk porrfilm från 1976 i regi av Arlanch Heinz. I rollerna ses bland andra Anita Westberg, Lasse Berg, Grete Lindner.
Filmen är till största delen stum, men berättas av Marie Forså och innehåller även musikinslag. Den premiärvisades 1 mars 1976 på biografen Boulevard i Göteborg.

## Handling
Annette minns kärleksupplevelser från den gångna sommaren, bland annat en kväll tillsammans med pojkvännen Börje. När Annette hade somnat samma kväll bedrog han henne med hennes egen mor. För att hämnas ligger Annette med moderns älskare Lasse.

## Rollista
- Anita Westberg – Annette
- Lasse Berg – Börje, Annettes pojkvän
- Grete Lindner	– Åsa, Annettes faster
- Monica Viklund – porrbutiksbiträde
- Stig Dahl – Lasse, Annettes mors älskare
- Yngve Ericsson – den gamle
- Harriet Sjöberg – Annettes mor
- Ove Wallin – ej identifierad roll